# Fritz-Grunebaum-Sportpark
Der Fritz-Grunebaum-Sportpark ist ein Stadion in der Stadt Heidelberg, welches für Rugby-Union- und 7er-Rugbyspiele genutzt wird.

## Geschichte
Der Fritz-Grunebaum-Sportpark befindet sich unter der Adresse Harbigweg 9 im Heidelberger Stadtteil Kirchheim. Es handelt sich um eine kommunale Sportanlage, welche in Zusammenarbeit und mit finanzieller Beteiligung des Rugby-Verbandes Baden-Württemberg und des Deutschen Rugby-Verbandes erbaut wurde. Eröffnung des Stadions war 1996 durch die damalige Oberbürgermeisterin Beate Weber-Schuerholz und durch die Witwe Roberta Grunebaum-Gmünder.
Benannt ist das Rugbystadion nach dem Frankfurter Rugbyspieler jüdischen Glaubens Fritz Grunebaum, welcher für den SC Frankfurt 1880 aktiv war und in Heidelberg studierte und promovierte. Nach seiner Immigration 1935 vor den Nazis in die Vereinigten Staaten von Amerika gründete er die American Rugby Foundation und stiftete der Boston University die Karin Grunebaum Cancer Research Foundation, ein führendes Krebsforschungszentrum. Fritz Grunebaum verstarb 1992. Der Universität Heidelberg stiftete er testamentarisch den Fritz-Grunebaum-Preis für die beste Doktorarbeit in den Wirtschaftswissenschaften, das Kurpfälzische Museum erhielt wertvolle Kunstwerke und die Stadt Heidelberg eine große Summe zur Förderung des Rugbyspiels, welche für den Bau des Stadions eingesetzt wurde.

## Ausstattung
Das Stadion hat zwei überdachte Tribünen. Die Haupttribüne verfügt über 318 überdachte Sitzplätze, die 2016 eröffnete Tribüne auf der Gegengeraden über 434 überdachte Sitzplätze und 400 Stehplätze. Weitere Stehplätze befinden sich seitlich der Tribünen. Die Gesamtkapazität soll knapp 5000 Zuschauer betragen. Die Kosten des Baus der Tribüne auf der Gegengeraden betrugen etwa 420.000 Euro.

## Nutzung
Der Sportpark ist ein reines Rugbystadion. Er ist Heimspielstätte des mehrfachen deutschen Meisters Rudergesellschaft Heidelberg. Weiterhin wird er von Auswahlmannschaften des Rugby-Verbandes Baden-Württemberg genutzt. Die deutsche Rugby-Union-Nationalmannschaft trug seit Eröffnung des Stadions eine Vielzahl ihrer Heimländerspiele im Fritz-Grunebaum-Sportpark aus und seit August 2017 auch das American Football Team der Heidelberg Hunters.

## Liste der Länderspiele
| Datum         | Ergebnis | Gegner                 | Anlass                |
| ------------- | -------- | ---------------------- | --------------------- |
| 12. Nov. 2005 | 108:0    | Serbien und Montenegro | WM-2007-Qualifikation |
| 18. Nov. 2006 | 32:13    | Belgien                | ENC 2006–08 Div 2A    |
| 24. Nov. 2007 | 34:5     | Moldau                 | ENC 2006–08 Div 2A    |
| 7. Feb. 2009  | 5:38     | Georgien               | ENC 2008–10 Div 1     |
| 14. Feb. 2009 | 0:22     | Rumänien               | ENC 2008–10 Div 1     |
| 12. Dez. 2009 | 24:14    | Hongkong               |                       |
| 11. Dez. 2010 | 34:13    | Hongkong               |                       |
| 12. März 2011 | 23:29    | Tschechien             | ENC 2010–12 Div 1B    |
| 17. Nov. 2012 | 32:14    | Moldau                 | ENC 2012–14 Div 1B    |
| 5. Apr. 2014  | 76:12    | Tschechien             | ENC 2012–14 Div 1B    |
| 14. März 2015 | 12:17    | Rumänien               | ENC 2014–16 Div 1A    |
| 19. Nov. 2016 | 16:6     | Brasilien              |                       |
| 16. Juni 2018 | 16:13    | Portugal               | WM-2019-Qualifikation |
| 14. Juli 2018 | 28:42    | Samoa                  | WM-2019-Qualifikation |